# Emesis peruviana
Emesis peruviana är en fjärilsart som beskrevs av Percy I. Lathy 1904. Emesis peruviana ingår i släktet Emesis och familjen Riodinidae. Inga underarter finns listade i Catalogue of Life.